# SPAD S.VII
SPAD VII är ett biplan som användes som jaktflygplan under första världskriget.
SPAD V konstruerades av Louis Bechereau för att passa en nyproducerad åttacylindrig V-motor från Hispano-Suiza, vilken senare utvecklades till VII-varianten. Prototypen flög första gången i april 1916  vid Villacoublay utanför Paris. Flygplanet var försett med en synkroniserad fast monterad kulspruta, lite till höger om motorns mittlinje. Provflygningarna utföll till de franska flygmyndigheternas belåtenhet varför en order tecknades på 268 flygplan.
I Storbritannien inleddes en licenstillverkning av 220 flygplan för att förse RFC och RNAS med jaktflygplan eftersom deras flygplan var föråldrade och sårbara. 
Till Ryssland såldes ett antal SPAD VII som var beväpnade med Le Prieur-raketer på vingstöttorna.
Efter kriget såldes de flesta kvarvarande franska SPAD VII-planen ut till olika utländska flygvapen. 
Totalt tillverkades 5 600 SPAD VII vid åtta olika franska fabriker.